# Antran

Antran este o comună în departamentul Vienne, Franța. În 2009 avea o populație de 1,139 de locuitori.